# Ghicitor în fund
Ghicitorul în fund (rumpologist, în limba engleză) este o persoană care știe să prezică viitorul (similar unui chiromant) unei persoane analizând fundul (fesele) acesteia. Nu se cunosc originile artei ghicitului în fund.
Mediumul german orb Ulf Buck a studiat detaliile fundului (feselor) umane și susține că poate citi viitorul oamenilor prin analiza feselor acestora. Conform lui Buck „un fund musculos în formă de măr arată un caracter carismatic, dinamic, foarte încrezător și deseori creativ, o persoană care se bucură de viață. Un fund în formă de pară indică o persoană răbdătoare și cu picioarele pe pământ.”
Exemple de asemenea ghicitori sunt mama lui Sylvester Stallone sau „Ghicitorul în fund”.

## Legături externe
- Lui Stallone i-a fost ghicit viitorul în funduleț. Uite metoda inventată de mama lui